# Quận Del Norte, California
Quận Del Norte là một quận tại góc tây bắc tiểu bang California, Hoa Kỳ, gần ranh giới với Oregon. Quận lỵ đóng tại thành phố Crescent City2. Theo Cục điều tra dân số Hoa Kỳ, dân số năm 2000 của quận này là 27.507 người 2.